# Wassmer

Logo de la société Wassmer.

Wassmer Aviation (WA) est une société de construction aéronautique créée en 1905 par Benjamin Wassmer et disparue en 1977. Elle est le prédécesseur de la société Issoire Aviation (IA).

## Historique
Après des débuts comme atelier de modelage à Paris, elle fabrique des hélices à partir de 1910.
- En 1937 et 1938, elle obtient la licence de réparation des Caudron C.270 Luciole, puis dès 1942 le premier planeur d'école réalisé fut le AVIA 152A à Issoire.
- En 1945, elle obtient la révision des avions-école Stampe SV-4, détient la licence et acquiert un grand nombre d'exemplaires.
- De 1952 à 1954, l'usine Wassmer produit également une cinquantaine d'ailes volantes Fauvel AV-36.
- En 1950, Wassmer aviation acquiert la licence du monoplace Jodel D9 et en produit plus de 850.
- En 1952, il est remplacé par biplace le Jodel D112 à moteur Continental 65 ch.
- En 1955, le Jodel D120 naît, une version évoluée du D112 qui sera produit jusqu'en 1967.
  - En 1956 ( Aout 1956) a lieu le premier vol du planeur WA-20 Javelot I de 16m  qui comportait le premier élément en matériau composite (pédales, casseroles de nez, puits de roue, carénages).
- En 1958 à la suite du passage de la classe standard en 15 m par la FAI Wassmer sort le WA-21 Javelot II version raccourcie du WA 20 avec quelques modifications mineures de la cabine et l'aile en trois parties. Produits à 60 exemplaires de 1959 à 1962.
- En 1958 le WA-30 Bijave est étudié et est produit à 282 exemplaires de 1960 à 1970.
- En 1961 (le 26 juin 1961) le premier vol du WA-22 Super javelot est réalisé à Issoire. Il sera produit en 102 exemplaires (31 pour la version wa22 et 71 exemplaires pour la version wa 22A).
- En 1962 sort le prototype du WA-23 version du super javelot en 18m.
- En 1963 sort le prototype du Wassmer H230. Un hybride Syren / Wassmer. Un C30 Edelweiss rallongé avec une envergure de 18 m).
- Il est suivi par la série des Wassmer WA-40 (dont le Wassmer CE-43 est un dérivé en construction métallique) et dans les années 1970 par la série des Wassmer WA-50, dont le WA51 Pacific est le premier monomoteur entièrement réalisé en matériau composite.
- En 1967 vole pour la première fois le prototype du WA-26 Squale (entièrement en bois pour le prototype) et qui sera moitié composite, pour le fuselage et les ailes en bois pour les versions de série. Nombre d'exemplaires produits 3 prototypes, 71 en version WA-26P et 11 en version WA-26CM.
- Le 2 mars 1968, le Wassmer Super 4/21, dérivé du Wassmer WA-40, effectue son premier vol. C'est un monomoteur IFR économique propulsé par un Lycoming de 235 ch.
- Sera suivi en 1974 de la version tout composite du WA-28 Espadon sorti en quatre versions (WA-28, WA-28E, WA28-EF et WA-28F). Nombre d'exemplaires construits 27 planeurs.

Wassmer Aviation cesse ses activités le 16 septembre 1977. En 1978, la société SIREN crée une filiale rachetée par Rx composite, qui deviendra Issoire Aviation.